# قله دندان موس
دندان موس (یا به‌طور ساده دندان موس، دندان موس) یک قله صخره ای در سمت شرقی دره روت در رشته کوه آلاسکا مرکزی، ۱۵ مایلی (۲۴) است. کیلومتر) جنوب شرقی دنالی است. علیرغم ارتفاع نسبتاً کم، صعود سختی است. این کوه به دلیل صخره‌های بزرگ و کولورهای یخی طولانی‌اش که در محافل کوهنوردی معروف هستند و تعدادی صعود بسیار فنی را دیده‌اند، قابل توجه است.
این قله در ابتدا توسط بلمور براون و هرشل پارکر به نام ژنرال توماس هاملین هابارد — رئیس باشگاه قطب شمال — کوه هابارد نامیده شد. این نام توسط سازمان زمین‌شناسی ایالات متحده لغو شد و نام قله را «دندان گوزن»، ترجمه ای از نام آتاباسکانی برای قله، نامگذاری کرد.